# Municipio de Allen (condado de Polk)
El municipio de Allen (en inglés: Allen Township) es un municipio ubicado en el condado de Polk en el estado estadounidense de Iowa. En el año 2010 tenía una población de 2448 habitantes y una densidad poblacional de 64,93 personas por km².

## Geografía
El municipio de Allen se encuentra ubicado en las coordenadas 41°31′39″N 93°30′24″O / 41.52750, -93.50667. Según la Oficina del Censo de los Estados Unidos, el municipio tiene una superficie total de 37.7 km², de la cual 36,31 km² corresponden a tierra firme y (3,7 %) 1,39 km² es agua.

## Demografía
Según el censo de 2010, había 2448 personas residiendo en el municipio de Allen. La densidad de población era de 64,93 hab./km². De los 2448 habitantes, el municipio de Allen estaba compuesto por el 88,24 % blancos, el 2,7 % eran afroamericanos, el 0,08 % eran amerindios, el 5,31 % eran asiáticos, el 1,67 % eran de otras razas y el 2 % eran de una mezcla de razas. Del total de la población el 5,27 % eran hispanos o latinos de cualquier raza.